# Rừng ngập nước

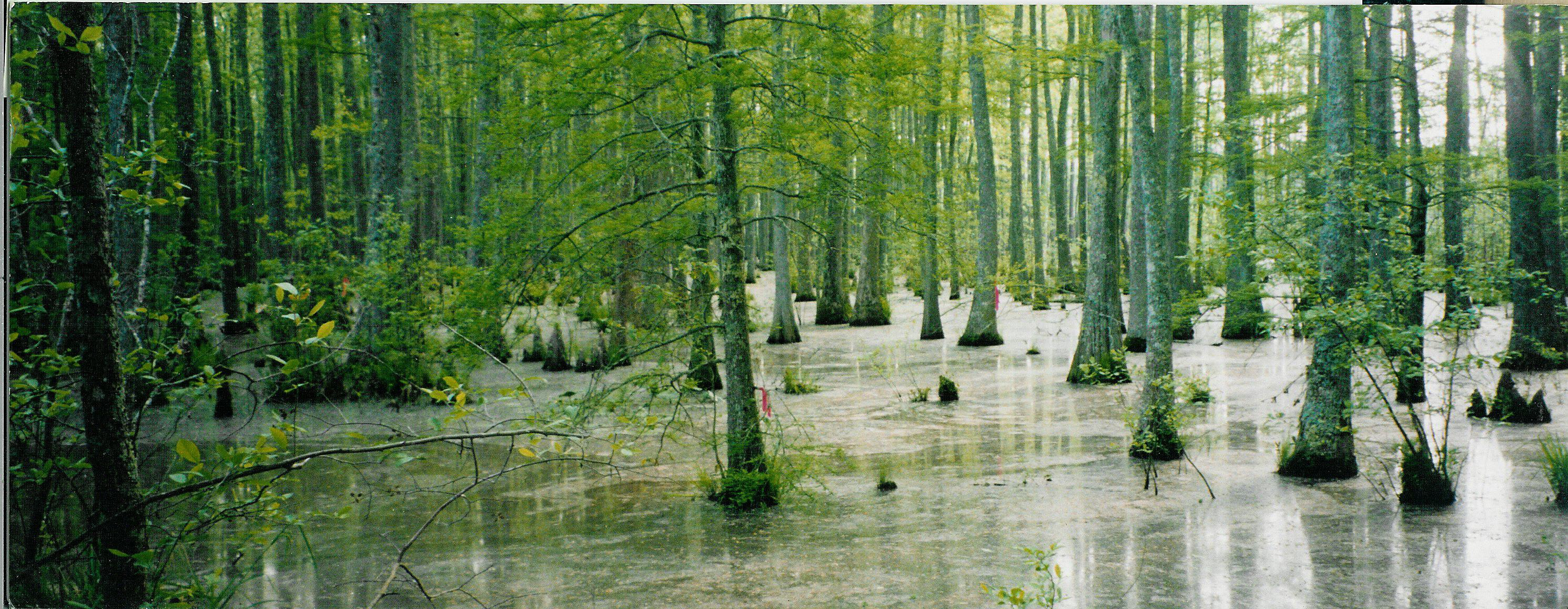
Rừng ngập nước vùng hạ lưu sông Mississippi

Rừng ngập nước là quần hệ phụ của rừng mưa nhiệt đới hình thành trên các điều kiện lập ngập nước hàng ngày hoặc từng chu kỳ: đầm lầy, cửa sông, ven biển.
Rừng ngập nước thường có một tầng, đôi thì có thêm tầng cây bụi, cây cỏ quyết và có thể xuất hiện dây leo, cây ký sinh thuộc nhóm thực vật ngoại tầng. Cây rừng có khả năng thích nghi bằng các hệ rễ đặc biệt như: rễ chống, rễ cà kheo, rễ đầu gối. Lá cây rừng ngập nước thường mọng nước, dày. Hạt cây thường này mầm trên cây trước khi rơi rụng.
Tổ thành loài thực vật của rừng ngập nước khá đơn giản, có khoảng 10 đến 12 họ thực vật có phân bổ tại rừng ngập nước. Ở mội địa lý và khí hậu khác nhau thì tổ thành rừng ngập nước sẽ khác nhau. Rừng ngập nước cũng có xu hướng hình thành tự nhiên các quần hợp, ưu hợp riêng biệt và biến đổi theo diễn thế sinh thái.

## Phân loại
Rừng ngập nước có các kiểu phụ phân chia khác nhau.
- Theo chế độ nước ngập: Rừng ngập nước theo thời kỳ và rừng ngập nước hàng năm.
- Theo tính chất của nước:

- Rừng ngập nước mặn: Là loại hình rừng phát triển trên điều kiện đất ngập nước biển, đất mặn, tập trung chủ yếu ven biển, cửa sông. Rừng ngập mặn là loại rừng chuyển tiếp giữa hệ sinh thái rừng triều nhiệt đới với đất liền ở trong vùng còn chịu ảnh hưởng của thủy triều. Tổ thành loài chủ yếu là các cây thuộc họ Đước, họ Bần. xem thêm bài viết Rừng ngập mặn.
- Rừng ngập nước ngọt: Rừng đầm lầy, vùng ven sông, rừng lòng hồ thủy điện.
- Rừng ngập nước lợ: Phân bố chủ yếu ở của sông lớn, gồm các quần hệ thực vật ưa nước lợ.